# Jaworów (stacja kolejowa)
Jaworów (ukr. Яворів, ros. Яворов) – stacja kolejowa w miejscowości Jaworów, w rejonie jaworowskim, w obwodzie lwowskim, na Ukrainie. Jest to stacja krańcowa linii.
Obecnie nie są na niej obsługiwane połączenia pasażerskie.

## Historia
Stacja istniała przed II wojną światową.